# David Jonathan Gross
David Jonathan Gross, ameriški fizik, * 19. februar 1940, Washington, ZDA.

## Življenje in delo
Gross je leta 1962 diplomiral na Hebrejski univerzi v Jeruzalemu. Leta 1966 je doktoriral iz fizike na Univerzi Kalifornije v Berkeleyju. Poučeval je na Univerzi Harvard in Univerzi Princeton do leta 1997. 
Gross raziskuje na področju teorije strun. Trenutno je predstojnik Kavlijevega inštituta za teoretično fiziko Univerze Kalifornije v Santa Barbari. Leta 1987 je prejel štipendijo MacArthurjeve fundacije. Leta 1988 je skupaj s Fradkinom prejel Diracovo medaljo za teoretično fiziko Mednarodnega središča za teoretično fiziko Abdusa Salama (ICTP).
Z asistentom Frankom Wilczekom je Gross leta 1973 na Univerzi Princeton odkril asimptotično svobodo, ki govori o tem, da kadar so kvarki bližje vsak sebi, manjša je močna jedrska sila med njimi. Kadar so kvarki tesno skupaj, je jedrska sila med njimi tako šibka, da se obnašajo kot prosti delci. Teorija, ki jo je neodvisno od njiju odkril Politzer, je bila pomembna za razvoj kvantne kromodinamike.
Gross je z Jeffom Harveyjem, Emilom Martinecom in Ryanom Rohmom tudi odkril heterotske strune, čudno mešanico bozonskih strun in supersimetričnih strun.
Gross, Wilczek in Politzer so leta 2004 za odkritje asimptotične svobode prejeli Nobelovo nagrado za fiziko.